# Nova Luzitânia (ort)
Nova Luzitânia är en ort i Brasilien.   Den ligger i kommunen Nova Luzitânia och delstaten São Paulo, i den södra delen av landet, 600 km söder om huvudstaden Brasília. Nova Luzitânia ligger 419 meter över havet och antalet invånare är 3 441.
Terrängen runt Nova Luzitânia är platt. Närmaste större samhälle är Gastão Vidigal, 10,0 km nordost om Nova Luzitânia.
Omgivningarna runt Nova Luzitânia är en mosaik av jordbruksmark och naturlig växtlighet. Runt Nova Luzitânia är det glesbefolkat, med 18 invånare per kvadratkilometer.